# 18845 Ціхоцький
18845 Ціхоцький (18845 Cichocki) — астероїд головного поясу, відкритий 7 вересня 1999 року.
Тіссеранів параметр щодо Юпітера — 3,352.